# Skarsvåg

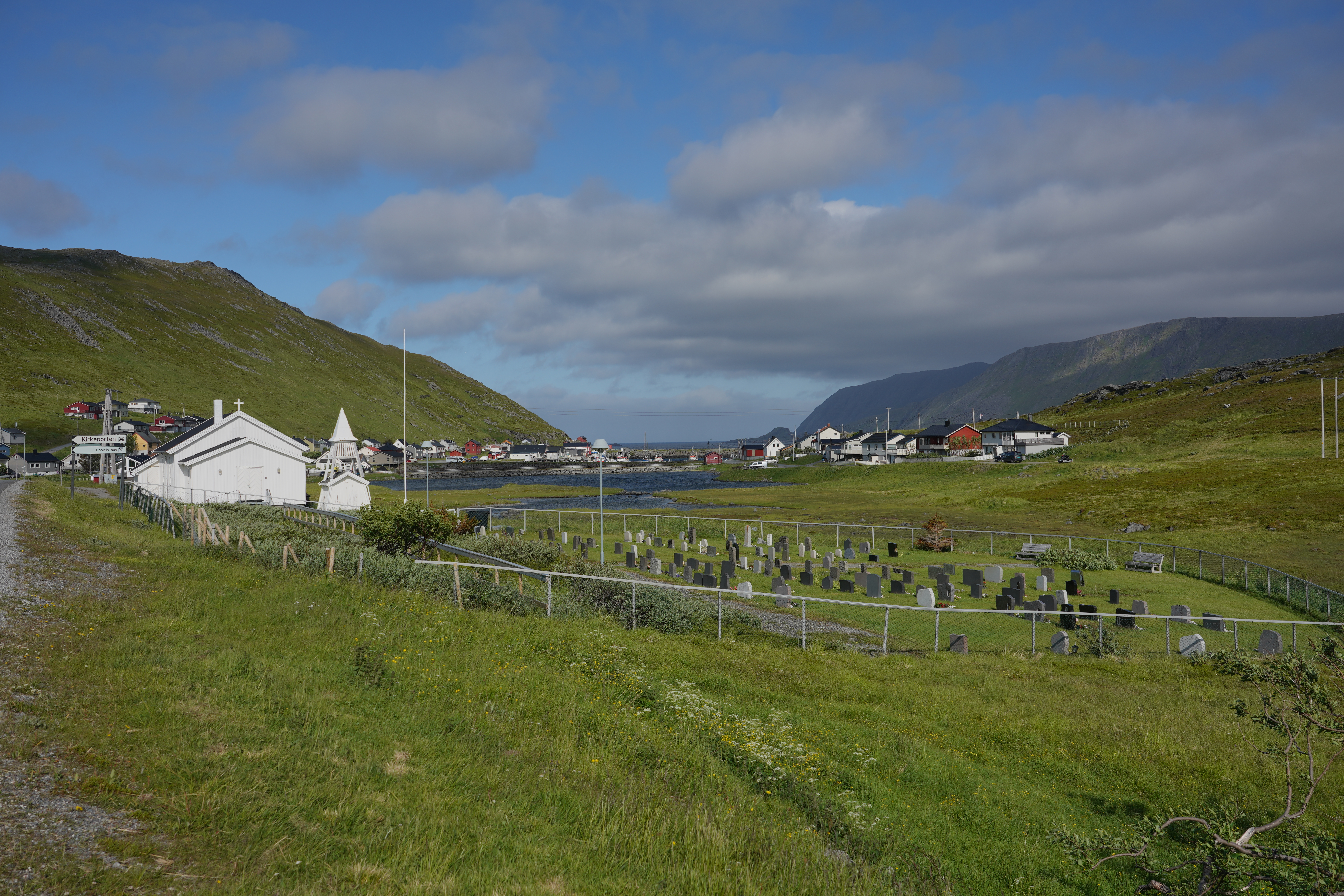
Skarsvåg, 2025

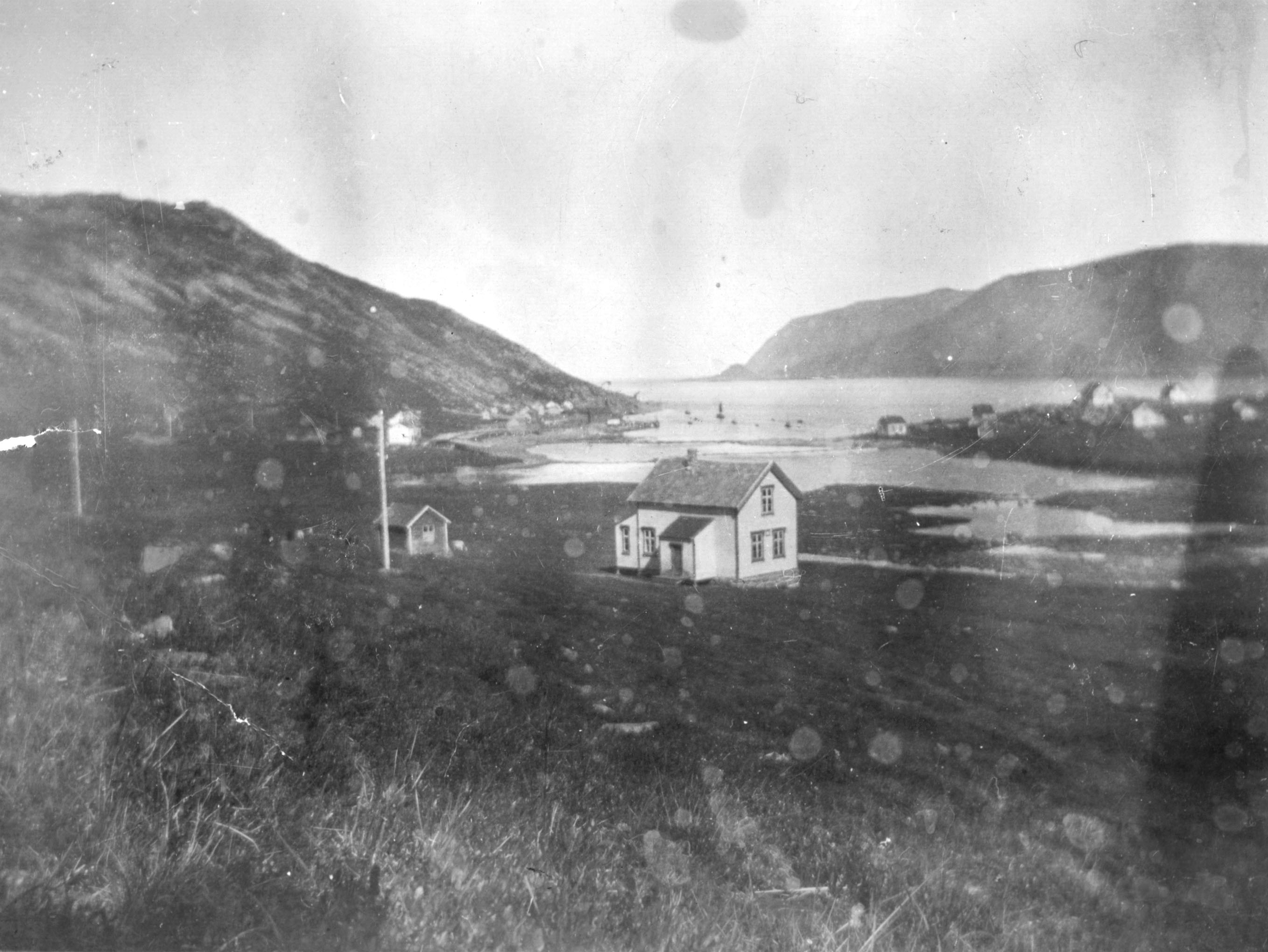
1925

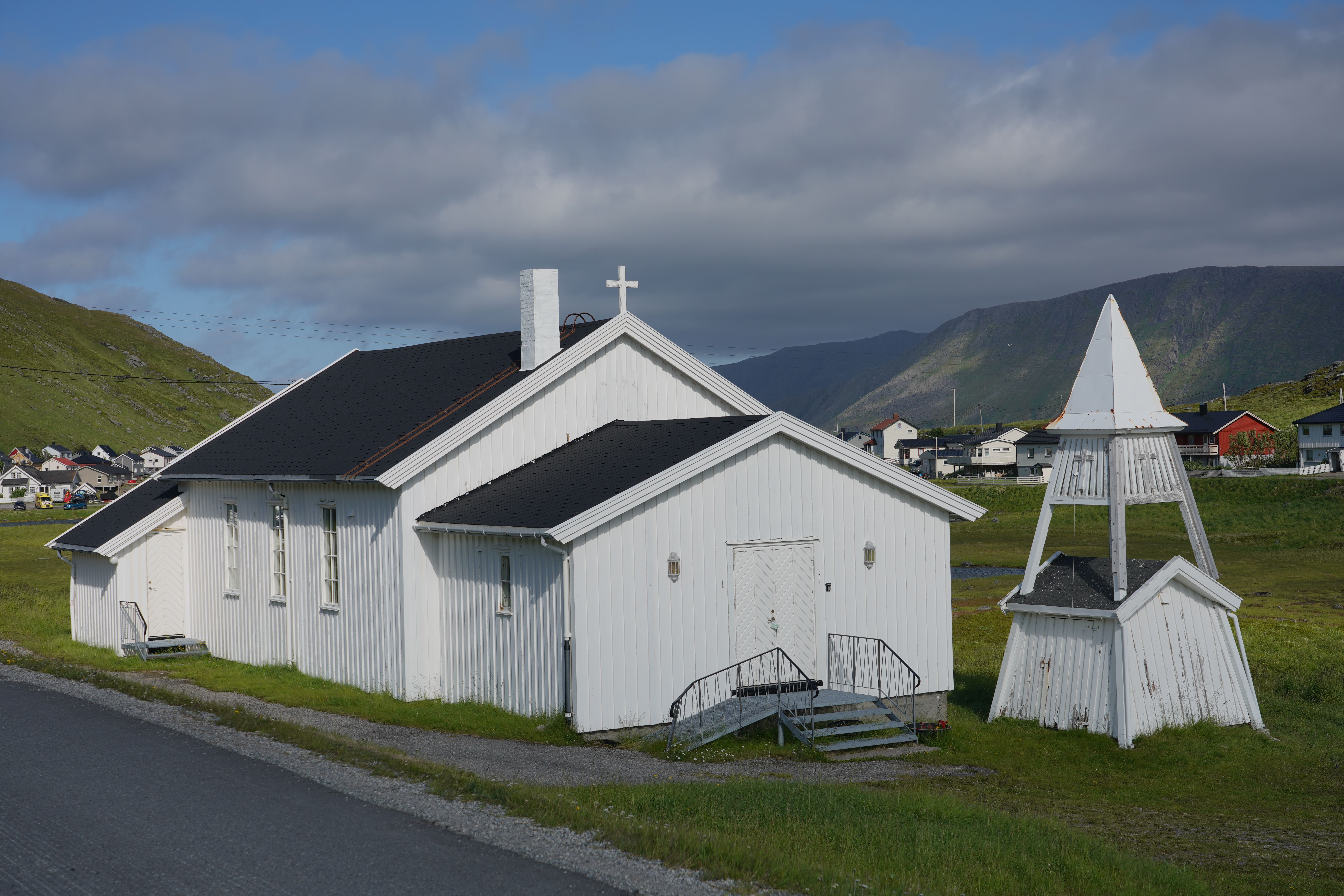
Kirche von Skarsvåg

Skarsvåg ist ein Ort in der norwegischen Gemeinde Nordkapp auf der Insel Magerøya in der Provinz Finnmark.
Der etwa 60 Einwohner zählende Ort wird als das nördlichste Fischerdorf der Welt bezeichnet.

## Lage
Die Ortschaft liegt auf der Südwestseite des Risfjord etwa sieben Kilometer südöstlich des Nordkaps und verfügt über einen eigenen Hafen. Nach Skarsvåg führt von Süden her von der Europastraße 69 über etwa drei Kilometer eine Straße. Etwa einen Kilometer Luftlinie westlich des Orts liegt der Kirkeporten. 500 Meter südlich des Ortseingangs liegt der Campingplatz Kirkeporten Camping, der als nördlichster Campingplatz der Welt bezeichnet wird. Südlich des Orts liegen die Seen Storvatnet und Østvatnet.

## Geschichte
Aus dem Jahr 1871 ist ein Bericht des Amtmannes überliefert, in dem eine ertragreiche Fischerei in Skarsvåg beschrieben wird. Die Fischerboote des Orts waren größer als in anderen Dörfern. Es wurde tief gefischt, so dass insbesondere die Angelfischerei begünstigt war. Es bestand ab 1872 eine regelmäßige Schiffsverbindung zu anderen Häfen der Region. Im Jahr 1875 lebten im Ort 28 Menschen. Ab den 1890er Jahren profitierten die Einwohner des Orts vom beginnenden Tourismus zum Nordkap. Die Frauen Skarsvågs betrieben ein Café und einen Souvenirladen in der damals als Anladungsort und Aufstieg zum Nordkap genutzten Bucht Hornvika. In den 1930er Jahren konnten Fischer bereits mehr mit dem Transport von Touristen zum Nordkap als mit der Fischerei verdienen.
Während des Zweiten Weltkriegs wurde Skarsvåg am 6. November 1944 während des Unternehmens Nordlicht von deutschen Truppen vollständig zerstört und die Bevölkerung zuvor zwangsweise evakuiert. Es blieb lediglich ein Haus in Mefjord nahe Skarsvåg erhalten. Einige Einwohner des Orts entzogen sich der Evakuierung und lebten in Unterschlupfen in der Umgebung.
1947 wurde im Ort ein Hausfrauenverein gegründet. An das Stromnetz wurde Skarsvåg im November 1953 angeschlossen.

## Gebäude und Einrichtungen
Am südlichen Ortseingang befindet sich die unter Denkmalschutz stehende Kirche von Skarsvåg. Außerdem verfügte der Ort bis 2012 über eine Schule.